# Хельга Новотни
Гельґа Новотни (нім. Helga Nowotny; нар. 1937, Відень) — заслужений професор соціальних наук в Швейцарській технічній школі Цюриха (ETH Zurich). Займала численні керівні посади в різноманітних вчених радах, а також в радах з державної політики. Є автором численних публікацій з громадських наук.

## Біографія
Гельґа Новотни виросла в столиці Австрії — Відні — під час Другої світової війни. В інтерв'ю вона згадала, що у віці 8 років хотіла стати вченим — в той період її відправили в Форарльберг, найзахіднішу провінцію Австрії, де вона швидко засвоїла місцевий діалект.